# Cantó de Tarba-2
El cantó de Tarba-2 és un cantó francès del departament dels Alts Pirineus, situat al districte de Tarba. Compta amb una part del municipi de Tarba.

## Història
| Data d'elecció                           | Identitat             | Partit | Qualitat |
| ---------------------------------------- | --------------------- | ------ | -------- |
| 1985-1998                                | Georges Danglade      | UDF    |          |
| 1998-                                    | Chantal Robin-Rodrigo | PRG    |          |
| les dades anteriors no són pas conegudes |                       |        |          |
|                                          |                       |        |          |